# کاراگاس (داغستان)
کاراگاس (به لاتین: Karagas) یک منطقهٔ مسکونی در روسیه است که در شهرستان نوگایسکی (داغستان) واقع شده‌است.